# ウィリアム・クラーク (外交官)
ウィリアム・クラーク（William Clark, Jr., 1930年10月12日 - 2008年1月22日）は、アメリカ合衆国の外交官。1989年から1992年まで駐インド大使。1992年から1993年まで国務次官補（東アジア・太平洋担当）。

## 生涯
カリフォルニア州オークランドにて誕生。1954年にサンノゼ州立大学で学士号を取得。1949年から1953年までアメリカ海軍に従軍。コロンビア大学国際公共政策大学院卒。
1980年から1981年まで国務省日本部長。
1981年から1985年まで駐日首席公使。1985年から1986年まで駐エジプト首席公使。1986年に駐エジプト代理大使。1986年から1987年まで国務次官補代理（東アジア・太平洋担当）。1987年から1989年まで首席国務次官補代理（東アジア・太平洋担当）。1989年から1992年まで駐インド大使。1992年から1993年まで国務次官補（東アジア・太平洋担当）。